# Combustible Tonka
Tonka es el nombre una familia combustibles para cohetes de origen alemán. Aunque también ha sido utilizado por Corea del Norte y (bajo el nombre de TG-02) por la Unión Soviética.

## Tonka-250
La composición de la variante más utilizada, Tonka-250, se compone de aproximadamente al 50% de trietilamina y el otro 50% de xilidina. La combinación con el oxidente ácido nítrico es hipergólica. Debido a este comportamiento, también se le conoce como combustible para motores de cohetes hipergólicos (como en el cohete Cosmos 2M y el Scud B) ).

## Variantes
- Tonka-500: El combustible de un 35% mezcla de octanos, 20% de benceno más xilenos , el 12% xilidinas , el 10% de anilina, el 10% de metilo, el 8% de etilamina, 5% de metilamina[1][4]
- R-Stoff: 57% xilidina ( 2,4-xilidina[5]) ) y el 43% trietilamina[1]

## Utilización
El combustible Tonka se empleó en los cohetes:
- Ruhrstahl X-4
- AS-4
- AS-5 Kelt
- AS-6 Kingfish
- SS-N-4
- Scud B
- Cosmos 2M

## Precaución
No es aconsejable su empleo por aficionados, pues las proporciones exactas de los ingredientes necesarios para que la mezcla funcione como se esperaba, sin fallar catastróficamente, depende tanto de la pureza de los ingredientes como su temperatura durante el uso.